# Chantilly (paquebot)
Pour les articles homonymes, voir Chantilly (homonymie).
Le Chantilly est un paquebot-poste français des Messageries maritimes.

## Historique
Commandé par les Chargeurs réunis, il est lancé le 14 mars 1922 à Saint-Nazaire et racheté par les Messageries maritimes pour naviguer sur la ligne de l'Indochine, en alternance avec la ligne de l'Océan Indien.
Il est réquisitionné au printemps 1940 pour transporter les troupes en Norvège, mais il s'arrête dans le Firth of Clyde. Il essuie des coups de feu de la marine anglaise au large d'Oran faisant quelques morts, le 1er janvier 1941. Il est capturé par les Anglais et sert aux transports de troupes sous l'égide du British Ministry of War Transports. Il navigue dans l'Atlantique, la mer des Caraïbes, la Méditerranée et même jusqu'à Bombay, au printemps 1944. De 1944 à fin 1945, il est transformé en navire-hôpital. Il est rendu à la France au début de l'année 1946. Il reprend ensuite le service de l'Indochine, jusqu'en 1949. Le Chantilly est démoli fin 1951.

## Fiche technique
- Longueur: 152 m
- Largeur: 18 m
- Déplacement: 16 137 tonnes
- Nombre de passagers: 117 (1re classe), 84 (2e classe), 310 (3e classe)
- Puissance: 7000 chevaux
- Vitesse: 16 nœuds

## Sister-ships
- Le Compiègne (1922-1954)
- Le Fontainebleau (1923-1926)